# هوتفيلن
هوتفيلن (بالألمانية: Hüttwilen) هي إحدى بلديات مقاطعة فراونفيلد في كانتون تورغاو في سويسرا. تبلغ مساحتها 17.6 كيلومتر مربع، ويقدر عدد سكانها بـ 1669 نسمة (حسب تعداد ديسمبر 2015).